# بییافرادس د کامپس
بییافرادس د کامپس (به اسپانیایی: Villafrades de Campos) یک شهرستان در اسپانیا است که در استان وایادولید واقع شده‌است.